# 假面骑士G
《假面騎士G》（原題：仮面ライダー G）是2009年（平成21年）1月31日放映的單元特摄作品，於朝日電視台開台50週年紀念節目《50時間テレビ》第2夜的《SmaSTATION!! Presents SMAPがんばりますっ!!》中播出。
闊別十年，假面騎士G在2019年7月下旬上映的《劇場版 假面騎士ZI-O Over Quartzer》再度登場。

## 劇情大綱
在2009年世界频繁发生恐怖袭击，所以日本政府成立了名为SHAD的反恐组织，聚集各界精英，但改造士兵变成无思想的战斗武器做法极不人道就下了禁制，计划的创始人德川清山也被逮捕，SHAD的余党为了救回德川清山，前往電视台绑架人质，以現場直播要脅政府释放清山，而吾郎的未婚妻日向惠理也在現場。三年前消失的吾郎被惠理见到後，惠理上前询问，但吾郎卻完全不记得她了。
在关键时刻，吾郎喝下了桌上惠理带来的红酒後回想起来，原来自己是改造人G，当假面骑士G处于下风时《假面骑士Decade》带领九位平成骑士出现，《假面骑士Decade》的话让G知道自己的使命是保护他自己的世界，结束战斗后，出现一道火墙把吾郎與惠理兩人隔开，惠理終於確認吾郎的身分，但吾郎未做回应即默默离去。

## 工作人員
- 原作：石ノ森章太郎（石森章太郎プロ）
- 編劇：米村正二
- 導演：田村直己（tv asahi）
- 顧問：小野寺章（石森プロ）、奥田創史（tv asahi）
- 製作人：梶淳・大江達樹（tv asahi）、白倉伸一郎・武部直美・和佐野健一（東映）
- 武術指導：村上潤
- 攝影：いのくままさお
- 角色設計：早瀬マサト（石森プロ）、野中剛
- 怪人設計：韮沢靖
- 特殊服裝：竹田団吾
- 助理導演：柿原利幸、原島孝暢、大峯靖弘
- 槍械特效：納富貴久男、田渕寿雄、近藤力、高原浩一、竹原匡俊
- 機車特技：西村信宏、河村章夫、伊藤慎
- 技術協力：東映ラボ・テック、アップサイド、共立、ブル
- 美術協力：大泉美術、東京美工、大澤製作所、松下美術背景、東京衣裳
- 拍攝單位：東映東京撮影所
- 製作：tv asahi、東映

## 主要角色與演員
- 吾郎／假面騎士G（配音）：稻垣吾郎（SMAP）
- 日向惠理：釋由美子
- 織田大道（根瘤蚜異蟲的人類型態）：上地雄輔
- 改造實驗對象：村上幸平
- SHADE隊員：唐橋充、松田賢二
- 主播：大下容子（朝日電視台主播）
- 警衛：横山一敏
- 從陽台墜落的人：永徳
- 其他：高橋光、中島芙美枝、幸城まなみ、藤田慧
- 徳川清山：哀川翔

## 配音
- 假面騎士DECADE（門矢士）：井上正大
- 假面騎士空我（小野寺雄介）、假面騎士龍騎：村井良大
- 根瘤蚜異蟲：鹽野勝美
- 旁白：永井一郎

## 動作演員
- 假面騎士G：渡辺淳
- 假面騎士DECADE：高岩成二
- 根瘤蚜異蟲：岡元次郎
- 異蟲：伊藤教人